# ده‌نو (فراشبند)
دهنو (فراشبند)، روستایی از توابع بخش دهرم شهرستان فراشبند در استان فارس ایران است.

## جمعیت
این روستا در دهستان دژگاه قرار دارد و براساس سرشماری مرکز آمار ایران در سال ۱۳۸۵، جمعیت آن ۳۹۳ نفر (۷۶خانوار) بوده‌است.